# Ré sustenido menor
Ré sustenido menor (abreviatura no sistema Europeu Ré♯ m e no Americano D♯m) é a tonalidade que consiste na escala menor de ré sustenido e contém as notas ré sustenido, mi sustenido, fá sustenido, sol sustenido, lá sustenido, si, dó sustenido e ré sustenido. A sua armadura contém, pois, seis sustenidos. A sua tonalidade relativa é fá sustenido maior e a sua paralela ré sustenido maior. As alterações para as versões melódicas e harmônicas são escritas se forem necessárias. É enarmônica de mi bemol menor.